# Zoogeographie
Die Zoogeographie (ζῶον zṓon „Geschöpf, Tier“) ist die Teildisziplin der Biogeographie, die sich mit der Tierwelt, dem Gegenstand der biologischen Wissenschaft der Zoologie, beschäftigt. Ihre Arbeitsgebiete sind zum Beispiel die lokale Tierwelt, fachsprachlich Fauna genannt, geographischer Regionen wie Inseln, Gebirge oder Kontinente, die Evolution und raumzeitliche Veränderung (Dynamik) der Verbreitungsgebiete von einzelnen Tierarten, fachsprachlich deren Areal genannt, und deren jeweilige Wechselwirkung mit menschlichen Einflüssen. Obwohl es Geographen gibt, die fordern, es müsse eine geographisch orientierte Zoogeographie mit eigenständigen Methoden und Fragestellungen geben, deren Gegenstand die Landschaft sei (manchmal Geozoologie genannt) wird Zoogeographie in der Praxis fast ausschließlich von Biologen betrieben, deren Interesse vor allem den Tierarten selbst gilt. Wichtige Wechselwirkungen bestehen zur Tierökologie und zur Evolutionsbiologie.

## Geschichte
Zoogeographische Fragestellungen wurden erstmals eingehender untersucht im Zeitalter der Entdeckungen, als europäische Forschungsreisende fremde Kontinente bereisten und deren natürliche Ausstattung mit derjenigen ihrer Heimat systematisch verglichen. Eines der ersten Werke speziell zur Tiergeographie war die 1777 erschienene Specimen zoologiae geographicae, quadrupedum domicilia et migrationes sistens von Eberhard August Wilhelm von Zimmermann. Der Begriff „Zoogeographie“ wird erstmals in den 1820er Jahren verwendet. Die Forstwissenschaftler Theodor und Georg Ludwig Hartig sprachen 1836 von der Wissenschaft der Zoo-Geographie. Im 20. Jahrhundert unterschieden Forscher wie Gustaf de Lattin eine deskriptive (beschreibende) Zoogeographie und eine kausale Zoogeographie, wobei letztere in die ökologische und die historische Zoogeographie gegliedert werden kann.

## Deskriptive Zoogeographie
Die deskriptive Zoogeographie versucht, die verwirrende Vielfalt der Verbreitungsgebiete von Tieren zu erfassen und zu ordnen. Sie untersucht die Tierwelt bestimmter geographischer Gebiete, Faunistik genannt, und die räumliche Verbreitung einzelner Arten oder anderer Taxa, Chorologie genannt. Die großräumige Verbreitung von Tiergruppen wie Gattungen, Familien und Ordnungen von Tieren ist Gegenstand der systematischen Tiergeographie. Die biozönotische Tiergeographie ist dem gegenüber an Vergesellschaftungen von Tierarten und Artenzahlen in bestimmten, räumlich oder ökologisch abgegrenzten Raumeinheiten interessiert.

## Kausale Zoogeographie
Während die deskriptive Zoogeographie die tatsächliche Verbreitung von Tieren so genau wie möglich zu erfassen sucht, liegt das Interesse der kausalen Zoogeographie in den Gründen dieser Verbreitung. Die Verbreitung bestimmter Tierarten ist dabei in regelmäßiger Weise mit bestimmten Faktoren verknüpft. So hängt die Verbreitung einer Art von ihrer Physiologie, etwa den Toleranzbereichen gegenüber Umweltfaktoren wie Hitze, Kälte, Trockenheit usw. ab. Die daraus resultierenden Grenzen ihrer Verbreitung hängen von Umweltfaktoren ab, sie ergeben sich ökologisch. Neben dieser ökologischen Zoogeographie werden Arten aber auch durch Verbreitungsbarrieren wie Gebirgen oder Ozeanen daran gehindert, Lebensräume zu erreichen, die eigentlich für ihr Überleben vorteilhaft wären. Bestimmte Taxa, die in einer bestimmten Region evolutiv entstanden sind, konnten sich also von ihrem Ursprungsgebiet nur bis zu bestimmten Barrieren ausbreiten, so dass sich dieser Teilaspekt ihres Areals mehr oder weniger zufällig historisch ergeben hat. Durch den Vergleich der Verbreitungsgebiete verschiedener Taxa in Abhängigkeit von deren Verwandtschaft lassen sich verschiedene Hypothesen zum Ursprung entwickeln und, auch quantitativ, vergleichen. Diese historische Zoogeographie kann gegebenenfalls experimentell überprüft werden, in dem die Art in Lebensräumen ausgesetzt wird, in denen sie bisher nicht vorkam, oder in Gehegen oder Laborumgebungen unter den Umweltbedingungen solcher Lebensräume gehalten wird. Durch die Einflüsse des Menschen sind heute zahlreiche Tierarten in „natürlichen Experimenten“ in fremden Lebensräumen, absichtlich oder versehentlich, ausgesetzt und angesiedelt worden, wo sie sich etablieren konnten (Neozoen genannt). Nur durch solche experimentellen Ergebnisse können letztlich die deskriptiv und historisch entwickelten Hypothesen überprüft und möglicherweise falsifiziert werden.
Versucht der Mensch, selbst gezielt in die Verbreitung von Tierarten einzugreifen, wird manchmal von einer angewandten Zoogeographie gesprochen. Ihr Ziel wäre zum Beispiel, die Ausbreitung von landwirtschaftlichen Schädlingen zu begrenzen oder zu verhindern oder die (Wieder-)Ansiedlung vom Aussterben bedrohter Tierarten in neuen Lebensräumen zu ermöglichen.
Obwohl die Verbreitung einzelner Taxa und deren Erklärung im Zentrum der zoogeographischen Forschung steht, ist sie nicht darauf beschränkt. Sie untersucht darüber hinaus auch die Gesetzmäßigkeiten in der Zusammensetzung ganzer Faunen. So gibt es immer bestimmte Zusammenhänge zwischen der Flächengröße bestimmter Lebensräume und deren Artenzahl (Arten-Areal-Beziehungen), die je nach btrachteter Tiergruppe und geographischer und großklimatischer Region sehr unterschiedlich sein können. Eine Theorie zu ihrer Grundlage ist etwa die Gleichgewichtstheorie zur Biogeographie von Inseln. Es wurde auch schon bald versucht, diese experimentell zu überprüfen.

## Zoogeographische Regionen
Wird die Fauna großer Regionen der Erde, bis hin zu Kontinenten, verglichen, zeigt sich, dass auch global die Verbreitung der Taxa bestimmte Regelmäßigkeiten aufweist. Es können Gebiete identifiziert werden, deren faunistische Zusammensetzung über große Entfernungen hinweg ähnlich oder vergleichbar ist, die dann über vergleichsweise kurze Entfernungen durch völlig anders zusammengesetzte Faunen abgelöst werden. Diese zoogeographischen Regionen oder auch Faunenprovinzen sind die größten zoogeographischen Einheiten. Ihre Anzahl und Abgrenzung ist zwischen verschiedenen Forschern im Detail noch hier und da umstritten, aber in den großen Zusammenhängen wurde weitestgehend wissenschaftlicher Konsens erzielt. Die Faunenprovinzen entsprechen dabei im Großen und Ganzen, aber nicht in allen Einzelheiten, den Florenreichen der botanischen Biogeographie oder Phytogeographie. Ein aktuelles Schema unterscheidet 20 zoogeographische Regionen, die zu 11 Faunenreichen zusammengefasst werden können.

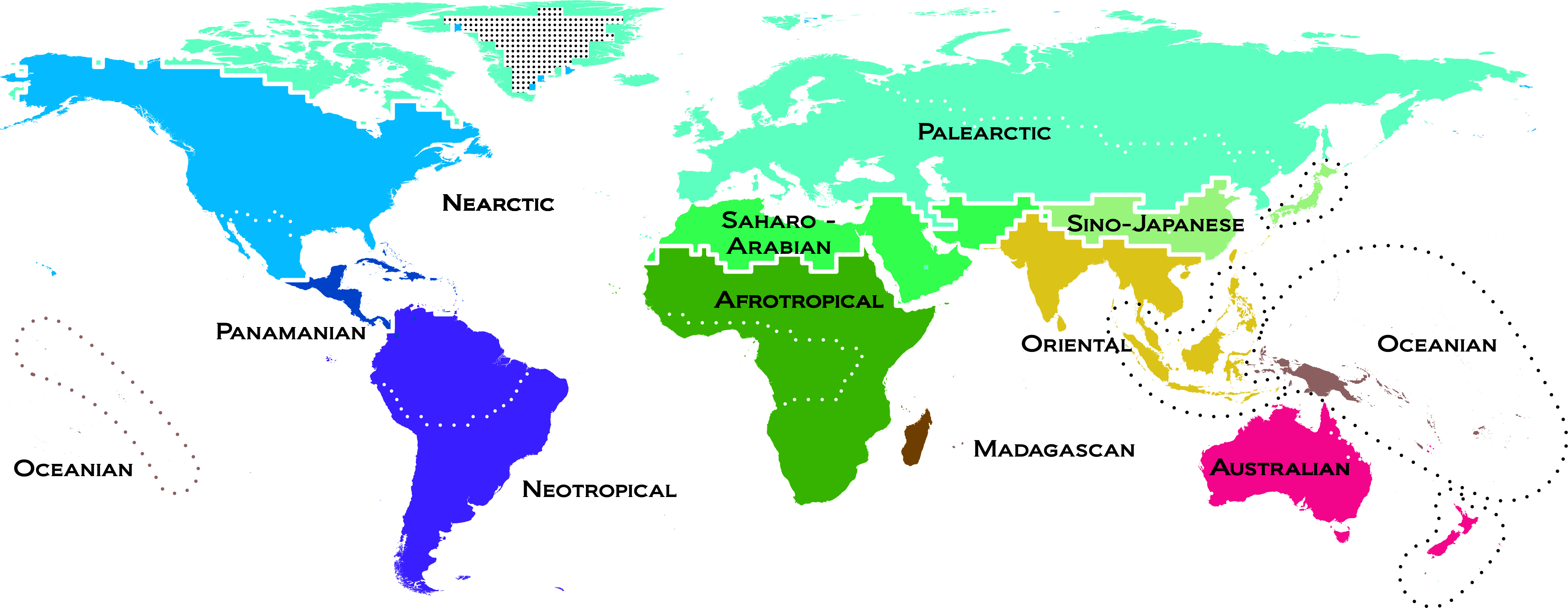
Faunenreiche und Zoogeographische Regionen (CMEC 2012) – Quelle: Journal Science / AAAS

- Orientalis oder orientalische Region (Südasien, einschließlich der Inselwelt bis zu den Sundainseln)
- Afrotropis oder afrotropische Region (Afrika südlich der Sahara)
- Neotropis oder neotropische Region (Südamerika)
- Paläarktis oder paläarktische Region (Europa, Nordasien, Grönland und arktische Inseln)
- Nearktis oder nearktische Region (Nordamerika ohne Mittelamerika)
- Australis oder australische Region (Australien mit assoziierten Inseln)
- Panamaische Region (Mittelamerika)
- Ozeanische Region (pazifische Inselwelt, unter Einschluss Neuguineas)
- Madegassische Region (Madagaskar)
- Saharo-arabische Region (Nordafrika, Arabien und arides Westasien)
- Sino-Japanische Region (Nordchina, Amurregion, Japan)